# Fiorello
 Rosario Tindaro Fiorello, cunoscut ca Fiorello, (n. 16 mai 1960, Augusta, Sicilia, Italia) este un actor italian.